# Nathan Connolly
Nathan Connolly (Belfast, 20 gennaio 1981) è un chitarrista britannico, dal 2002 membro del gruppo rock Snow Patrol.